# Судетски Немци
Судетски Немци или Судетонемци  (али и Deutschböhmen – „чешки Немци“, Deutschmährer – „моравски Немци“, или Deutschschlesier – „шлески Немци“) су немачка мањина која је за Чехе била одувек географски и историјски нетачан показатељ, који се користе од касних 1930-их година 20. века од стране немачки националисти у северозападном пограничном региону Чешке. Овај термин се примењивао на немачко становништво, које је од средњег века живело у пограничном подручју, које се (опет нетачно и једноставно) назива Судетима. Са порастом сепаратизма у време Прве чехословачке републике, коју је политички представљала Судетска немачка странка, термин Судети Судетска Немачка почео је произвољно да се примењује на целокупно погранично подручје насељено немачком мањином. Под утицајем атмосфере из периода, снажних прокламација чешких медија и чешких политичара почела је да се користи ова језичка кованица од 1930-их.
Иако се за присталице Судетске немачке странке израз судетски Немци може користити сасвим логично, примена овог израза на антифашисте који говоре немачки или особе јеврејског порекла је проблематична. Чини се потпуно бесмислено на овај начин етикетирати чешке Немце из унутрашњости републике. Из горе наведених разлога, многи аутори користе мање наглашени израз чешки Немци да би описали становништво Чешке Републике које говори немачки, а који се може применити и на садашњи и на старији период, који претходи национално и политички напетом периоду прве половине 20. века.

## Вишевековни суживот
Судети (чеш. и слч. Sudety, пољ. Kraj Sudetów) су у географском смислу  само део подпровинција Крконоше-Јесенице која је у политичком смислу део у Чешкој, јужној и северној Моравској, око половини Чешке Шлезије, осим источног деле територије Чешке и Шлезије), која је етнички разнолика, јер су много векова на њој живели заједно Немци, Чеси и Пољаци. Граничне планине око данашње Чешке (Новохрадске планине, Шумава, Славковска шума, Крушне планине, Лужичке и Јизерске планине) пролазе кроз готово читаву Судетску област, Крконоше, планине Орлицке и Хрубы и Низкы Јесеник), па отуда донекле погрдна ознака за становнике „скопчаци“ (људи са брда).
Германска племена насељавала су ову територију пре доласка Словена, на пример Маркомани, који су протеривали келтска племена са ове територије. Током сеобе народа, већина Немаца напустила је ову територију.
Немачка насеља, углавном ретка, настају дуж границе у доба владавине последњих Пшемисловића , посебно од средине 13. века, под Пшемислом Отакаром II. Колонисти су дошли на позив чешких монарха да обрађују, ревитализују мала или потпуно ненасељена погранична подручја Чешке и ојачавају моћ монарха над племством. Чеси су живели углавном у низинама дуж река и нису имали искуства за живот у планинским пределима. Нови Немци су населили то подручје, оплодили земљу и углавном су овде успешно бавили пољопривредом. 
Међутим нису на том простору живели само становници данашње Немачке, међу колонистима који су основали велики део чешких градова и села, били и становници данашње Француске, Белгије, Холандије, Швајцарске и Аустрије, али су временом они постали Немци. Супротно томе, Нимбурк су, на пример, насељавали немачки и холандски колонисти, који су били привилеговани до 15. века.
Током хабзбуршке ере, велики број етничких Немаца настанио се на рубном делу Чешке у близини планина Судета и Ерца на модерној чешко-немачкој граници, па су постепено постали познати као Судетски Немци. Са обновљеном етничком немачком доминацијом у Чешкој, немачка мањина у региону преселила се у немачка говорна подручја у Аустрији и на границу Немачке. Велики број имиграната пољопривредника из Баварске и Саксоније преселио се преко границе у Хабсбуршку Чешку и оно што је постало познато као Судетска област која говори немачки.
Због снажне манифестације католичанства у јужној Немачкој и обавезне верске доктрине аустријских Хабсбурговаца, ови судетски Немци су остали чврсто католички. Доносећи са собом своје јужнонемачке дијалекте и културу, судетски Немци су полако еволуирали и постали своја изолована и хомогена планинска заједница у нацији, иначе већински словенској. Судетски Немци су се усредсредили на пољопривреду и рударство.
Ове две етничке групе, односно Чеси и Немци, живели су на чешком простору дуги низ векова заједно. Мешајући се међусобно и немачка култура је значајно обогатила чешку културу, помогла је у њеном стварању и постала њен саставни део.  Ситуација око њиховог суживота почела је да ескалира појавом национализама када је Хуситска олује већ имале националну димензију, током којих се немачко становништво у градовима и на селу супротставило калежу. У другој половини 15. века, Бохуслав Хасиштејнски је написао да су Прагери „пријатељски настројени према странцима, они само мрзе Немце, имајући их за противнике њиховог размишљања у вери“. Током 1495. цех месара у Оломоуцу, који је имао претежно немачки карактер, није желео да прими ниједног Чеха („Пехм“) у свој цех, већ само месаре „добре немачке врсте“. Национална трвења наставила су се и у 16. веку, на пример у Плзену, градско веће је 1500. године одлучило да се градски закон не даје Немцима „који не знају ништа чешки“. У Литомерицама је 1514. године градско веће одлучило да не дозволи долазак Немаца или других странаца у град. У Устију над Лабемом , 1516. године, депутацију одборника Литомерице напало је немачко становништво града, проглашавајући их за „јеретике“.
Чешко-немачки односи нагло су се погоршали у другој половини 19. века у вези са ширењем бирачког права и изборном агитацијом, када је језик постао политички фактор. У априлу 1897. године издати су Баденијеви прописи о језику који су изједначавали чешки и немачки језик. Немачки посланици започели су опструкције у Царском савету у Бечу у знак протеста против равноправности Чешке, а током лета 1897. у немачким областима Чешке одржале су се антивладине и анти-чешке демонстрације, које су понекад прерасле у пљачку чешких домова. Након оставке баденске владе у новембру 1897, национални немири су се проширили и на Праг.
У мају 1908. године у Прагу су избиле вишедневне уличне борбе између Чеха и Немаца, у којима је учествовало неколико хиљада људи, а гомила је напала и немачко позориште у Прагу.

## Чехословачка и Судетски Немци
У време када је донета одлука о оснивању Чехословачке, на граници будуће државе живело је много више Немаца него Чеха. За „чешке Немце“, којих је тада  на овим просторима било 36,7 одсто, идеја о чешкој националној држави, садржана у Декларацији три краља из јануара 1918. године, била је потпуно неприхватљива. Било је могуће само стварање мултинационалне државе са загарантованим националним правима.
Чешки Немци нису желели да прихвате да ће њима владати Чеси,  и многи судетски Немци - нарочито у почетку - одбили су да признају стварање Чехословачке , коју су Чеси, с друге стране, схватили као своју националну државу и нису желели да прихвате губитак положаја већинске националности од Дунавске монархије.
После 28. октобра 1918. судетски Немци су покушали да се позову на право на самоопредељење засновано на мировној политици Вудроа Вилсона, па су створили засебне провинције са покрајинском владом.  При томе  су подручја са већинским Немачким становништвом остале у послератној аустријској држави.  
Судетски немачки посланици из Царског савета основали су сепаратистичке јединице на граници с циљем придруживања Немачкој и Аустрији у настајању . То су биле провинције немачке Чешке (Deutschböhmen)  са центром у Либерецу и Судетима  са центром у Опави, док су се остала претежно немачка подручја на југу Чешке и Моравске желели да припоје Горњој и Доњој Аустрији. По овим настојањима градови Брно, Оломоуц и Јихлава са околином треболо је да постану део Републике Аустрије.
Чехословачка влада није прихватала ниједан од ових сепаратистичких напора и започела је обезбеђивање чехословачке територије војном операцијом. Судетски Немци прибегли су мање-више пасивном отпору чешкој војсци, која је од 31. октобра 1918. до 28. јануара 1919. постепено заузимала границу . Борбе или крвави сукоби догађали су се само спорадично, што је резултовало губитком више од десетак Немаца.
Формиран је низ немачких мањинских политичких партија и националистичких кругова, укључујући социјалисте, комунисте и судетске нацисте.   Судетска немачка социјалдемократска странка организовала је 1919.  године  велике демонстрације и опште радне штрајкове.  То су биле демонстрације, на пример, у Либерецу, Моравској Требови или Кадану. 
Дана 4. марта 1919. године скоро сви Судетски Немци су мирно демонстрирали,  тражећи своје право на самоопредељење. Ове демонстрације подржао је једнодневни генерални штрајк немачког становништва. У Кадану је  одржан мирни протест против немогућности учешћа на аустријским парламентарним изборима. Међутим, истовремено, то је требало да буде демонстрација права на самоопредељење нација коју је промовисао амерички председник Вилсон. Како изнајмљена сала није била довољна, демонстрације су се преселиле на трг и догодио се сукоб између немачког становништва и чешких војника - проблем је настао када је застава Чешке постављена на торањ градске куће.
Демонстрације је сузбила чехословачка војска, а у њима је било 54 убијених и 84 рањених.  Међу убијеним Немцима било је и на десетине жена и деце.
На сличан начин је интервенисала и чехословачка војска током демонстрација у другим пограничним градовима. Иако је руководство нове Чехословачке извукло поуку да се таква трагедија убудуће не сме поновити по сваку цену, чешка политика није ни најмање озбиљно разматрала немачке захтеве. Иако су се изрази негодовања због окрутности чешке администрације појавили у светској штампи, ови захтеви су убрзо заборављен.
У Бохемији и Моравској догађаји од 4. марта тада су деловали као важна прекретница за уједињење Немаца из различитих региона у једну „судбоносну заједницу“, за стварање националности познате као Судетски Немци и територија насељених њима као Судетска област.
Уговор из Сен Жермена
Мировни уговор из Сен Жермена од 10. септембра 1919. године дефинитивно је доделио територију Судета Чехословачкој држави, остављајући судетске Немце у улози велике националне мањине. Према подацима из 1921. године, становништво мултинационалне Чехословачке сачињавало је:
- 6,6 милиона Чеха,
- 3,3 милиона Немаца,
- 2 милиона Словака (који су се у то време често рачунали са Чесима у такозваној чехословачкој нацији, Чехословаци),
- 700 000 Мађара ,
- 500.000 Русина ,
- 300.000 Јевреја,
- 100.000 Пољака ,
- Мањи број Рома (Цигана), Хрвата и других етничких група.

Немци су чинили трећину укупног становништва Чешке е и око 23,4 процента чехословачке популације (укупно 13,6 милиона).
У Судетима је република имала значајан удео у хемијској, рударској, текстилној и стакленој индустрији. 
Најзначајније средиште свенемачког национализма био је град Цхеб и околина. Немци су насељавали и заостала пољопривредна подручја на југу и југозападу Чешке. 
Моравску је углавном насељавало немачко становништво, претежно на југу и северу, али важнији су били „џепови“ на немачком језику око Јихлаве, Брна и Оломоуца. Истовремено, немачки национализам је у овим деловима био донекле пригушен, што се односило и на подручје чешке Шлеске са обимном рударском индустријом, где су се тамошњи Немци дуго плашили јаке конкуренције тешке индустрије из Немачке.
Нису сви етнички Немци живели у територијално интегрисаним и лако разграниченим областима. Из историјских разлога, чешка и немачка популација су се на многим местима мешала, а већина представника обе етничке групе имала је бар делимично знање језика друге групе. 
Од друге половине 19. века, Чеси и Немци створили су двоструке етнички разнолике структуре културних, образовних, политичких и економских институција, што је продубило и ојачало међусобну етничку изолацију. Овај развој се наставио се до краја Другог светског рата .
| Број људи који су изјавили да су држављани Немачке у Чешкој према ЦЗСО | Број људи који су изјавили да су држављани Немачке у Чешкој према ЦЗСО | Број људи који су изјавили да су држављани Немачке у Чешкој према ЦЗСО | Број људи који су изјавили да су држављани Немачке у Чешкој према ЦЗСО |
|                                                                        | 1921                                                                   | 1930                                                                   | 1950                                                                   |
| ---------------------------------------------------------------------- | ---------------------------------------------------------------------- | ---------------------------------------------------------------------- | ---------------------------------------------------------------------- |
| Бохемија                                                               | 2.173.239                                                              | 2.326.090                                                              | -                                                                      |
| Моравску и Шлезију                                                     | 799.969                                                                | 823.730                                                                | -                                                                      |
| Чешке земље                                                            | 2.973.208                                                              | 3.149.820                                                              | 159.938                                                                |
| %                                                                      | 30                                                                     | 30                                                                     | 2                                                                      |
| Чешка (целокупно становништво)                                         | 10.005.734                                                             | 10.674.386                                                             | 8.896.133                                                              |

## Политичка заступљеност у органима Републике Чехословачке
Од избора 1920. године судетски Немци су заступљени у Заступничком дому, да би 1926. године, када је именована Трећа влада Антонина Швехле , они били заступљени и у чехословачкој влади. У првим годинама републике већина судетских Немаца гласала је за претежно демократске странке, али са растућим таласом национализма повећавали су се и гласови за популисте; 1935. чак је и Судетска немачка странка победила на изборима. Међутим, председник Масарик није поверио председнику странке Хенлајну формирање владе. 

### Заступљеност немачких партија у Заступничком дому НС РЧС
| Заступљеност немачких партија у Заступничком дому Парламента Чешке Републике | Заступљеност немачких партија у Заступничком дому Парламента Чешке Републике | Заступљеност немачких партија у Заступничком дому Парламента Чешке Републике | Заступљеност немачких партија у Заступничком дому Парламента Чешке Републике | Заступљеност немачких партија у Заступничком дому Парламента Чешке Републике |
|                                                                              | 1920                                                                         | 1925                                                                         | 1929                                                                         | 1935                                                                         |
| ---------------------------------------------------------------------------- | ---------------------------------------------------------------------------- | ---------------------------------------------------------------------------- | ---------------------------------------------------------------------------- | ---------------------------------------------------------------------------- |
| Немачка социјалдемократска радничка партија у Чехословачкој                  | 31                                                                           | 17                                                                           | 21                                                                           | 11                                                                           |
| Немачка националсоцијалистичка радничка партија                              | 15                                                                           | 7                                                                            | 8                                                                            | -                                                                            |
| Немачки савез пољопривредника                                                | 11                                                                           | 24                                                                           | 16                                                                           | 5                                                                            |
| Народна странка Немачке хришћанске социјалне странке                         | 10                                                                           | 13                                                                           | 14                                                                           | 6                                                                            |
| Мађарско-немачка хришћанско-социјална странка                                | 5                                                                            | -                                                                            | -                                                                            | -                                                                            |
| Мађарско-немачка социјалдемократска партија                                  | 4                                                                            | -                                                                            | -                                                                            | -                                                                            |
| Немачка либерална странка                                                    | 5                                                                            | -                                                                            | -                                                                            | -                                                                            |
| Немачка национална странка + Судето-немачка пољопривредна унија              | -                                                                            | 10                                                                           | 7                                                                            | -                                                                            |
| Покрајинска хришћанско-социјална странка + коалиција                         | -                                                                            | 4                                                                            | 9                                                                            | 9                                                                            |
| Судетска немачка странка                                                     | -                                                                            | -                                                                            | -                                                                            | 44                                                                           |
| Сва места у Заступничком дому                                                | 281                                                                          | 300                                                                          | 300                                                                          | 300                                                                          |
| %                                                                            | 29                                                                           | 25                                                                           | 25                                                                           | 25                                                                           |

## Стање 1930-их
Иако се национална политика Чехословачке заснивала на идеји националне државе „Чехословаци“, овај систем иако је имао много недостатака,  Чехословачка је у то време, третирала мањине на примеран начин, о чему сведоче предратна истраживања страних организације. Број изабраних представника Немаца у администрацији Прве Републике, број немачких основних, средњих и универзитетских школа или издавачких кућа, а самим тим и књига на немачком језику, био је далеко шири него у највећем делу  Европе. На територијама где су живеле мањине више од 20 процената,  други службени језик био је  језик мањине. Националне мањине биле су слободне да оснивају организације и разна удружења. Однос државе и грађана није се заснивао на националном принципу, већ на грађанском принципу. 
Међутим, мора се рећи да се Немци у великој већини случајева нису поистоветили са Чехословачком као својом домовином (мада је ситуацији помало помогла чињеница да је степен слободе у земљи био неупоредиво већи након 1933. у поређењу са Немачком). Праг је јасно ставио до знања да ће се држава профилисати на идејама „чехословачке државне нације“, а не мањина. Чехословачка влада је такође покушала да ослаби утицај немачких политичких покрета и организација прилагођавањем изборних јединица на такав начин да су Чеси увек освајали већину.
У почетку су интересе судетских Немаца бранили и комунисти . На пример, 1931. године, комунистички посланик Вацлав Копецки одржао је говор у парламенту, оштро критикујући владу због гажења права судетских Немаца и изјавивши да ће комунисти бранити своје право на самоопредељење. Средином 1930-их, међутим, комунисти су се окренули по налогу Коминтерне и почели да бране демократску Чехословачку од нацизма.
Светска економска криза 1930-их утицала је на немачко становништво много више него на чешко становништво. Погранични регион био је повезан са другим погонима у Немачкој, одакле је добијао  сировине и тамо извозио своје производе.  Лоша економска ситуација у региону, погоршана високим девизним курсом круне, и нагли пораст незапослености (на око 30%) имали су значајан утицај на чињеницу да све више судетских Немаца почиње да саосећају са изузетно националистичким погледима Конрада Хенлајна и његовог Sudetendeutsche Heimatsfront (SHF) касније претвореног у Sudetendeutsche Partei (SdP).  Хенлајн је позвао на отворено противљење чешкој влади и многи Немци су почели да прихватају његове ставове.На општинским изборима у пролеће 1938. године, Sudetendeutsche Partei (SdP), освојила је скоро 90% свих судетско-немачких гласова,  и постала најјача странка у Чехословачкој.
Истовремени успон пангерманског Адолфа Хитлера у Немачкој 1933. године, са његовом реториком уједињавања свих Немаца широм Европе против перфидности и угњетавања од старне Словена, увелико је прихваћена међу судетским Немцима са расистичким и крајње десничарским национализмом. Велика већина судетских Немаца брзо је позвала на готово потпуну аутономију или чак независност од Чехословачке и могуће спајање са Трећим рајхом. Водећа претходница пангерманистичког покрета била је Судетска немачка странка (или Судетска нацистичка странка) са својом реториком уједињења свих Немаца широм Европе против перфидности и угњетавања Словена. Њен став који је све више  ишао према расистичком и крајње десничарском национализму овладао је мњђу  судетским Немцима.  Велика већина судетских Немаца убрзо је захтевала готово потпуну аутономију или чак независност од Чехословачке и могуће спајање са Трећим рајхом. 
Ситуација је кулминирала крајем 1930-их. Немци су покренули велике протесте и масовни отпор, укључујући оружани устанак , који је сузбила чехословачка војска. Активности Sudetendeutsche Partei (SdP) су забрањене, па је  Хенлајн побегао у Немачку.  Сузбијање устанка нацистичка Немачка је искористила за промоцију сопствене политике проширења своје територије и сазивање конференције у Минхену, познате Чесима по злогласном Минхенском споразуму. 
Крајем септембра 1938. године Хитлер је увидео прилику да апелује на раширени осећај аутономије Судетских Немаца и укључи их у Рајх .. Уз подршку Конрада Хенлајна, на Минхенској конференцији од 30. септембра 1938. године Адолф Хитлер се састао са Бенитом Мусолинијем, Едуардом Даладијером и Невилеом Чемберленом захтевајући да чехословачка влада уступи Судетску државу како би се придружила Трећем рајху. Чехословаци нису ни били заступљени на састанку. До краја ноћи, скоро 3.295.000 невероватно националистичких Судета и Карпата били су део Немачке. Националистичка Пољска такође је заузела јужну Шлеску од Чехословачке и стога владала с скоро 10.000 етничких немачких Шлежана све док Пољску нису освојили Немци. Судетски Нијемци постали су држављани Немачке и били су уздигнути у доминантну етничку касту окупиране чешке нације.  
Потпуно кршећи Минхенску конференцију, Хитлер је једноставно окупирао целу земљу, бацивши Бенеша у егзил и анектирајући целу Чехословачку до марта 1939.  године (пре Другог светског рата). Све најважније индустријске области, осим 8%, биле су инкорпориране у Рајх. Чеси су сада били под влашћу Рајховог протектората Чешке и Моравске, убрзо предвођене терором шефа СС-Гестапоа Рајнхарда Хајдриха . Савезничке силе су игнорисале тешку ситуацију Чехословака. Судетски Немци поздравили су Хитлера громогласним аплаузом и парадама.  
Овим чином  Судетска област је припојена Немачком царству, Судетски Немци су постали држављани Царства и морали су се пријавити у Вермахт. Бивши чешки Немци поздравили су ово прилагођавање граница, а у Прагу је то виђено као сурови порез и претња одржавању мира. Судетски Немци су током рата углавном служили у немачкој војсци (Вермахту), само је занемарљив део постао активни противник нацизма.
Немачки статистички подаци износе процену да је у Чехословачкој 1939. године живело 3,477,000 Немаца. Извори на енглеском језику процењују број Немаца у Чехословачкој на око 3,5 милиона, ослањајући се на немачке анализе.
| Опис                                                | Укупно    | Етнички Немци | Други   |
| --------------------------------------------------- | --------- | ------------- | ------- |
| Судетски Немци                                      | 3,037,361 | 3,037,361     | -       |
| Јевреји                                             | 2.035     | 2.035         | -       |
| Чеси                                                | 193,786   | -             | 193,786 |
| Остале етничке групе                                | 3.670     | -             | 3.670   |
| Стране националности                                | 39,747    | 11,754        | 27.993  |
| Без држављанства                                    | 3.415     | 2.454         | 961     |
| Неодређено држављанство                             | 128,435   | 10,811        | 117.624 |
| Немачки попис становништва у Судетима из маја 1939. | 3.408.449 | 3.064.415     | 344.034 |
|                                                     |           |               |         |
| Протекторат Чешке и Моравске                        | -         | 259.000       | -       |
|                                                     |           |               |         |
| Немачко становништво у Словачкој                    | -         | 154.000       | -       |
|                                                     |           |               |         |
| Укупно немачко становништво у Чехословачкој 1939.   | -         | 3.477.000     | -       |

## Анексија и прогони
Хитлерова Немачка је прво, 1938. анектирала подручја Чехословачке на којима су живели судетски Немци, да би годину дана касније (1939) окупирали и читаву територију данашње Чехословачке. То је све детаљно било регулисано Минхенским уговором из 1938. године - у коме су тада министри спољних послова Велике Британије и Француске видели документ којим би могао да се очуваа мир у Европи, потпуно превиђајући Хитлерове ратне планове. Чак је и 1992, приликом потписивања уговора о пријатељским и добросуседским односима Бона и Прага, немачког канцелара Хелмута Кола у чешкој престоници разјарена маса дочекала је потписнике споразума узвицима „издаја“, „срамота“ и „врати се у рајх“. 
Око три милиона Немаца, некадашњих становника Чехословачке је после 1945. изгубило домовину у Западној и Северној Чехословачкој, иако су њихови преци  још од средњег века живели у Чешкој (Бохемија) и Моравској. До прогона је дошло највећим делом што су многи Чеси сматрали да је прогон Немаца после Другог светског рата био праведна казна за злочине нацистичког режима. 
Са тоталним поразом Хитлерове Немачке 1945. године, почело је време освете. У Северној Бохемији је у јуну 1945. убијено око 2.200 немачких мушкараца. Постоје многобројна сведочења о нападима Чеха на судетске Немце. Немци су почели масовно да напуштају Чешку, али су били и масовно насилно протеривани. Они који су их нападали су били – и данас су – заштићени такозваним Бенешовим декретима.
Више од пола века након потписивања Минхенског споразума, Чеси још увек нису опростили Немцима окупацију.

### Чехословачки систем логора
Овај систем логора састојао се од:
- 1.215 притворских центара,
- 846 радних логора,
- 215 специјалних затвора.

У ове логоре заточено је 350.000   Немаца пре него што су Немци протерани и слани на принудни рад.
У свим логорима и затворима  владала је глад и физичко насиље над Немцима (свих старосних група, укључујући новорођенчад, децу, жене и старце)  неадекватни хигијенски услови, неадекватна медицинска нега, висок морталитет и присилни рад.
Историчар Томас Станек Троппау,  Опава процењује да је на краја рата у мају 1945. и  током 1946. године било 24.000 до 40.000 смртних случајева.
Историчар Курт Бохме, Минхен, бивши шеф Немачке службе тражења Црвеног крста, наводи број људи који су умрли или нестали у тим логорима до 1955. године, од око 100.000, док је 240.000 судетских Немаца било  директно или индиректно жртва расељавања.
Захваљујући политици тадашњег немачког канцелара Конрада Аденауера престао је принудни рад Немаца.
Када су Париски уговори ступили на снагу 5. маја 1955. године, Кремљ је наложио Прагу да пусти интерниране пре Аденауеровог путовања у Москву, које се очекивало после 5. маја. 1955. године Тада је завршено је интернирање Немаца и принудних радника у Чехословачкој.

## Бенешови декрети
Дана 4. марта 1945, у словачким Кошицама, које су   ослобођене од стране Црвене армије, формирана је нова чехословачка влада на челу с Народним фронтом, али уз изражену доминацију Комунистичке партије Чехословачке. Бенешово овлашћење да доноси декрете на предлог владе остала је до 27. октобра 1945, када је формирана прелазна Народна скупштина.
Едвард Бенеш, председник Чехословачке до 1948. године, амнестирао је после рата не само све акције домаћих снага отпора против нацистичких окупатора, већ и касније злочине Чеха над судетским Немцима. 
Иначе, Бенешови декрети су, осим судетских Немаца, оставили без држављанства, а делом и без имовине, још и око 300.000 Мађара који су у Словачкој, тим декретом, преименовани у Словаке, а око 70.000 Мађара је насилно исељено.
Иако декрети до данас нису укинути, Чешка је у немачко-чешком уговору из 1992. прихватила употребу речи „прогон“ – што је за односе два народа било веома важно.

### Неки од Бенешових декрета из 1945.
| Број акта | Назив |
| --------- | --- |
| 5/1945    | Декрет предсједника о неваљаности неких трансакција везаних уз стварна права од тренутка губитка слободе и о национализацији имовине Нијемаца, Мађара, издајица, колаборатора и неких организација и удруга |
| 12/1945   | Декрет предсједника о конфискацији и убрзаној додјели пољопривредног земљишта Нијемаца, Мађара, издајица и непријатеља чешких и словачких народа                                                            |
| 16/1945   | Декрет предсједника о кажњавању нацистичких злочинаца, издајица и њихових помагача те изванредним народним судовима                                                                                         |
| 28/1945   | Декрет предсједника о смјештају чешких, словачких и осталих славенских фармера на пољопривредном земљишту Нијемаца, Мађара и осталих државних непријатеља                                                   |
| 71/1945   | Декрет предсједника о радној обвези особа које су изгубиле чехословачко држављанство |

### Став јавног мњења
Испитивања јавног мњења кажу да три четвртине Чеха мисле да је било исправно протерати судетске Немце после рата, а само неколико процената мисли да то није било у реду. Нека слична ранија испитивања дала су готово истоветне резултате. У тим подацима се можда крије и главни разлог за дизање велике буке око Бенешових декрета.
Чеси и данас оправдавају своје протеривање целокупног немачког становништва разумљивим позивањем на велику подршку Судетских Немаца Адолфу Хитлеру, који је нанео катастрофалне патње чешком народу. Очигледно је било да су протерани готово сви етнички Чеси из регије Судета  након анексије Немачке 1938. године. Чеси и данас истичу ово као додатно оправдање за протеривање Немаца, иако су наставили да протерују милионе етничких Немаца из целе земље, а не неколико хиљада из једног региона, као што су то учинили Немци.

## Расељавање
На крају Другог светског рата, у пролеће 1945. године, вративши се из вишегодишњег егзила у Лондону, влада тадашње Чехословачке и њен председник Едвард Бенеш, у недостатку закона напаћене и ојађене поратне државе, декретима су уводили какав-такав ред у земљи.
Међу 143 декрета којима су, на пример, национализовали велика предузећа, или организовали органе управе и нове локалне власти, донели су и пет декрета "о Немцима, Мађарима и издајницима", којима је - без изузетка - одузето држављанство, а имовина конфискована.
Потом је, мимо онога што је записано у декретима, уследило протеривање око 3.000.000 судетских Немаца и неколико десетина хиљада Мађара. Прма историчаријским забелешкама  тада је убијено најмање 20.000 Немаца. Они који су стигли до Немачке сместили су се углавном у Баварској, у тадашњој америчкој зони, мањи део је отишао у Аустрију.
Педесетих година 20. века, влада Немачке финансијски је обештетила протеране, помогла им да изграде нове куће и они су се без већих проблема привикли на нову домовину. Али, нису заборавили стару, јер су и све следеће генерације судетских Немаца сматрале себе Немцима из Чешке.  Већину судетских Немаца  болело је то што су истерани као нацистички петоколонаши, мада су не мали број тих Немаца управо нацисти прогањали зато што су се одупирали фашизму.
За разлику од њих, тврда комунистичка власт поратне Чехословачке учинила је све што је могла како би међу грађанима подгревала сећања на ратне грозоте Хитлерове Немачке, уз стално сејање страха за имовину Немаца коју од конфискације након Другог светског рата користе Чеси. Деценијама су Чеси у школама учили како су судетски Немци, некадашњи њихови суседи, у ствари банда реваншиста која покушава да нам украде имовину и свет доведе до нове катастрофе.
У насилном чину протеривања многи аналитичари данас препознају фаталну грешку која је нешто касније у највећој мери нашкодила управо самим Чесима – тако су широм отворена врата за државу без владавине права јер ниједан судетски Немац није протеран, нити је остао без држављанства и имовине било каквом судском пресудом. Уместо тога, на велика пропагандна звона промовисана је колективна кривица "оних који су другачији". Један чешки историчар је написао: "Пошто смо 1945. тако успешно матурирали код куће, могли смо 1948. онако лако да дипломирамо у Кремљу".

### Број расељених Немаца
Према предратном попису становништва, у Чехословачкој је живело 3,1 милиона људи који су се изјаснили о немачкој националности. Према овим званичним подацима, заснива се процена броја расељених Немаца после Другог светског рата. светски рат. Међутим, чак је и ова група становништва била погођена ратним догађајима. Процењује се да је око 300.000 до 500.000 судетских Немаца пало као војници Вермахта и СС-а на фронтовима Другог светског рата или су убијени у ратним дешавањима. 
Према неким изворима, најмање 700.000 судетских Немаца је дивље протерано или је побегло на конференцију сила победница у Потсдаму 2. августа 1945. Отприлике 300 000 њих само је побегло из напредујуће Црвене армије на основу такозване Неронове наредбе коју је издао Адолф Хитлер 20. марта 1945. То су углавном били Немци са северне Моравске и Шлезије.
Још 400.000 њих је протерано током такозваног дивљег пресељења. Према заједничкој комисији чешких и немачких историчара, у њој је страдало 19 до 30 хиљада Немаца. Број несталих процењује се на 200.000. Многи људи су страдали или нестали само у Немачкој или Аустрији. Познати су случајеви када су судетски Немци постали жртвама домородаца, који су их сматрали узроком рата у којем су све изгубили.
Почетком 1947. године тадашњи председник Републике Едвард Бенеш добио је изјаву - спомен-спис од агента за депортацију у којем се наводи да је до 1. новембра 1946 из Чешке депортовано укупно 2.170.598 Немаца, од чега 1.420.598 и 750.000 у совјетску окупациону зону Немачке.

### Насељавање Судетске области
После 1945. године Судетску област населили су углавном људи из унутрашњости, који су почели да обрађују (али понекад и уништавају и краду) викендице након преминулих Немаца. 
Насељење границе било је проблем, одједном је било пуно више слободних предмета од заинтересованих. Насељење је трајало око три деценије. Тек око 1975. године речено је да се граница слегла у унутрашњост и да је то само историјски концепт. 
Насељавање се одвијало постепено и нередовно. У почетку су се насељавали богати градови, попут Либереца, а досељеници су стекли и виле или породичне куће. Истовремено су била заузета и богата села. С друге стране, нико није желео да иде у сиромашна села, којима је због њихове удаљености било тешко приступити путем. На пример, тамо су послати сиромашни румунски насељеници или Роми, тако да је бар неко тамо живео. У читавом селу живеле су две или три породице.
Данас је услове било тешко разумети. Када је неко поправљао кућу, било је уобичајено да са ненасељене куће узима плочице са крова, разбија прозоре или врата. Временом се кућа претворила у пусту зграду, а власти нису могле да пазе на све. Такви услови трајали су отприлике до средине 1960-их. 
Други талас насељавања догодио се почетком 1960-их. Снимљени су филмови (укључујући телевизију) о томе како млади људи не могу да нађу стан у Прагу и на крају одлуче да се настане на граници, где ће одмах добити стан или кућу. Други талас насељавања догодио се почетком 1960-их. Снимљени су филмови (укључујући телевизију) о томе како млади људи не могу да нађу стан у Прагу и на крају одлуче да се настане на граници, где ће одмах добити стан или кућу.

## Спирала неспоразума
Спирала неспоразума око Бенешових декрета кренула је када је премијер Земан, без икаквог повода, рекао у једном интервјуу да су...
...судетски Немци били Хитлерова пета колона, да су издајници и да су протеривањем избегли тешке затворске казне. Одговор је био брз – премијер Баварске Едмунд Штојбер, чије се озбиљне политичке амбиције врте око фотеље садашњег савезног канцелара Герхарда Шредера, одмах је позвао Земана да повуче речи, што овај још није учинио. Затим је Шредер, протестно, отказао долазак у Праг, а председник чешког парламента Клаус, видећи да губи на темпу са Земаном, "додаје гас" и тражи да Европска унија гарантује важење декрета на подручју целе Уније. Тада се огласио и Орбан тврдњом да су декрети "срамота за Европу и да их треба укинути", а онда су Чеси и Словаци одбили да иду у Будимпешту на редовно виђење Вишеградске групе.

### Жаљење или грижа савести за прогон Немаца
После пада комунизма – још и пре него што је изабран за председника, у децембру 1989, Вацлав Хавел је изразио жаљење због протеривања судетских Немаца, његова прва посета иностранству у функцији председника 1990. водила га је у Берлин и Минхен, где је поновио жаљење. Државни званичници су престали да говоре о "реваншистима", али се поглед на некадашње судржављане није много променио – јавно мњење и политичка елита, укључујући баш све политичке партије у данашњој Чешкој, одбијају и да разговарају са судетском Немцима, сматрајући да је све то ствар прошлости и да ту нема шта да се мења. Позиве на дијалог Чеси не прихватају сматрајући их провокацијом, Вацлав Клаус је јасно рекао да на разговоре са судетским Немцима "не би ишао ни у сну"...
Тек 1997. године стављени су потписи на декларацију двеју земаља која је требало да "изглади" многе историјске неравнине у односима суседа и у којој се констатују два  жаљења:
- Немачко због свега што су Чеси претрпели у рату

- Чешке због протеривања судетских Немаца, међу којима су страдали и многи невини људи".

Али, то више није било довољно да објасни зашто се не укину Бенешеви декрети који су 3.000.000 људи учинили бескућницима без икаквих права и са, у многим случајевима, лажном оптужбом о издаји домовине и сарадњи с нацистима, што протеранима и највише смета.
С друге стране, чињеница је да нема места ни латентном страху у Чешкој да би се укидањем тих декрета имовина морала вратити некадашњим власницима. Тачније, имовина би морала бити враћена само онима који би се одрекли садашњег немачког држављанства и који би узели чешко, а основано се претпоставља да је таквих у Немачкој веома мало.
Иначе,  осим судетских Немаца,   без држављанства, а делом и без имовине, остало је још и око 300.000 Мађара који су у Словачкој, тим декретом, преименовани у Словаке, а око 70.000 Мађара је насилно исељено (Пресељење Мађара у Чешку) .

### Старховања у Европској уније од нормализације односа
Без обзира на то што је својевремено Европска унији а поготово Гинтер Ферхојген, комесар за ширење Уније, говорио о Бенешовим декретима као о документу далеке прошлости који није релевантан за будућност ни Уније ни Чешке, овдашњи политичари су радо покуцали на широм отворена врата и за сада, дајући аутогол, учинили да се о декретима ипак разговара на међународном нивоу, макар и са суседима.
Међутим Европска унија, страхује да би се можда на сличан начин решавање статуса судетских Немаца могло отворити питање протеривања Немаца из Пољске, Француске, Југославије, Данске, а ако се тако крене – ко може гарантовати да, рецимо, неће бити покренуто питање протеривања Јевреја из Шпаније далеке 1492. године.

## Нормализација односа
За разлику од односа Немачке са бившим Совјетским Савезом или Пољском, односи са Чехословачком и касније Чешком су и дуго после пада Гвоздене завесе били праћени међусобним неповерењем и оптужбама. Од помирења није било ни трага. За то није одговорна само политика Прага који се и данас држи Бенешових декрета; и удружења прогнаних Немаца су се понашала прилично тврдоглаво. Нека од њих већ деценијама бије глас да имају националистичке или чак десноекстремне ставове.
У томе су свакако предњачиле генерације безбрижних – унука судетских Немаца протераних из Чехословачке после 1945. године, који више деценија после завршетка Другог светског рата,  желе дијалог са Чесима, али Судетску област и даље сматрају својом домовином.
Попуштање напетости у односима Прага и судетских Немаца је постало по први пут очигледно 2010. године, када је баварски премијер Хорст Зехофер посетио чешку престоницу. Тада је чешка телевизија емитовала једночасовни документарни филм о масовном убијању немачких цивила после 1945. године. Судетски Немци су годинама тражили управо то – да се Чеси суоче са сопственом прошлошћу.
Након 70 година од протеривања Судетских Немаца Репрезентативна опрганизација судетских Немаца донела је одлуку да избаци из свог програма један - бар донедавно – важан циљ: „правне претензије на домовину“ у Чешкој. То је важан корак за односе Берлина и Прага. Током 2015. године они су, и, из статута своје репрезентативне организације СЛ избрисали један важан циљ: враћање у стару домовину, или, прецизније речено, одрекли су се „правних претензија на домовину“.
Чешки министар спољних послова Лубомир Заоралек је рекао да тај поступак за њега не представља изненађење, већ да је он "један од предуслова за побољшање међусобних односа". и заиста, „правне претензије“ судетских Немаца „на домовину“ већ дуго нису одговарале политичкој реалности.

## Дан сећања –„Gedenktag an Flucht und Vertreibung“
Савезни кабинет у Немачкој одлучио је 27. августа 2014. године, да уведе још један дан сећања на страдање Немаца  бивших становника Судета, који су морали да напусте Чехословачку након рата. Почев од 2015. године, нови дан за памћење биће додат немачким календарима  и сваке године 20. јуна, Немци обележавају Дан сећања „Gedenktag an Flucht und Vertreibung“, док у савезној држави Баварска, Хесену и Саксонији, дан незаборава обележавају сваке друге недеље у септембру.
Унија прогнаника (БдВ), која надгледа организацију расељених Немаца, већ дуго покушава да успостави дан обележавања немачких послератних расељених лица. Влада канцеларке Меркел 2013. године усвојила је овај предлог  и увела у свој програм  дан незаборава.
У овај дан Немци ће се сваке године сећати својих сународника који су на основу међународних споразума морали да напусте бивше немачке покрајине на територији данашње Пољске и Чехословачке,  Румуније и Мађарске након Другог светског рата.

Савезни министар унутрашњих послова Немаћке Хорст Сехофер   на једној од годишњих комеморација на овај дан изјавио је:
Данашњим националним даном сећања присећамо се жртава бежања и расељења, посебно немачких прогнаника. Сећање на разарајућа искуства наших родитеља и дедова и бака све више бледи. 75 година након завршетка рата, само је неколико њих још увек живо да би нам могло причати о сопственим искуствима Данашњи дан сећања помаже нам да одржавамо успомене на живот. Јер бажања и расељавање и данас су проблем. Искуства из сопствене историје треба дса нам буду подсетник за садашњост и будућност.
Немачке савезне покрајине Баварска, Хесен и Саксонија раније су увеле дане сећања на немачка расељена лица. У тим земљама незаборавни дан би увек требало да падне друге недеље у септембру.
Почев од 2000. године у јуну месецу уведен је Међународни дан избеглица, инспирисан  причама избеглица из Африке, чији су становници првобитно сваке године истовремено обележавали свој дан обележавања. Уједињене нације су овај дан повезале са свим људима који морали да напустити домове због ратних сукоба.

## Споменици

### Немачка
Убрзо након расељавања и депортација, судетски Немци у Западној Немачкој почели су да граде споменике преминулим рођацима, пријатељима и комшијама који су насилном смрћу изгубили животе, умрли од исцрпљености, глади или болести током маршева или у концентрационим и радним логорима.
Најстарији документовани споменик изграђен је 1947. године у Хесену. Последња регистрована датира из 2005. године.
Од 1950. године до данас изграђени су многи крстови, надгробни споменици, као и уметнички споменици. У Савезној Републици Немачкој има их око 1.400.
После распада ДДР-а, нови споменици и спомен-места постављени су у Бранденбургу , Мекленбургу - Западној Померанији, Саксонија-Анхалт, Тирингија, Шлеска и Лужица.
- Део спомен обележја у Немачкој

### Аустрија
Дуж северне доњоаустријске границе, током периода „гвоздене завесе“, расељени Јужноморавци су изградили преко двадесетак споменика и спомен обележја својим родним селима. Међу најзанимљивијима су Креузберг у близини села Клеинвалштад са погледом на брда Микулов и Павловске и споменик у селу Унтерензинген са погледом на Знојмо.
- Део спомен обележја у Аустрији

### Чешка
Након пада комунистичког режима, у Чешкој је започела изградња спомен обележја и постављање спомен плочау знак сећања на део расељеног немачког становништва. Нису још сви регистровани, али су и даље видљиви докази напора ка помирењу на обе стране.
Занимљив пример је и успостављање националног споменика херојима Хајдрихијаде са поднасловом - Место помирења. Споменик је инаугурисан на празник Светог Вацлава, 28. септембра од 1995. године у православној храму Светих Кирила и Методија у Прагу.
- Део спомен обележја у Чешкој